# Petrijin venec
Petrijin venec (srbohrvaško Petrijin venac) je jugoslovanski romantično-dramski vojni film iz leta 1980, ki ga je režiral Srđan Karanović in zanj napisal tudi scenarij skupaj z Rajkom Grlićem po istoimenskem romanu Dragoslava Mihailovića. V glavnih vlogah nastopajo Mirjana Karanović, Dragan Maksimović, Pavle Vuisić, Marko Nikolić, Olivera Marković, Veljko Mandić, Ljiljana Krstić in Milivoje Tomić. Dogajanje je postavljeno v manjše rudarsko srbsko mesto pred, med in po koncu druge svetovne vojne ter prikazuje življenje nepismene naslovne junakinje Petrije, ki jo je v svojem igralskem debiju upodobila Mirjana Karanović.
Film je bil premierno prikazan leta 1980 v jugoslovanskih kinematografih in je naletel na dobre ocene kritikov. Na Puljskem filmskem festivalu je osvojil glavno nagrado velika zlata arena za najboljši jugoslovanski film in nagrado za najboljšo igralko (Karanović).

## Vloge
- Mirjana Karanović kot Petrija
- Marinka Živković kot starejša Petrija (pripovedovalka)
- Dragan Maksimović kot Misa, Petrijin drugi mož
- Pavle Vuisić kot Ljubiša
- Marko Nikolić kot Dobrivoje, Petrijin prvi mož
- Mića Tomić kot fotograf
- Ljiljana Krstić kot tašča - Vela Bugarka
- Olivera Marković kot vračka
- Veljko Mandić kot Kamenče
- Miloš Žutić kot inženir Marković
- Rade Marković kot Doktor Nikolić
- Branko Cvejić kot Doktor Stanimirović
- Dušan Antonijević kot železničar
- Bogosava Bijelić kot bolničarka
- Ljudmila Lisina kot Rusinja